# Une Partie de plaisir
Une partie de plaisir és una pel·lícula dirigida per Claude Chabrol estrenada el 1975.

## Argument
Philippe i Esther formen una parella feliç i tenen una filla: Élise. Philippe decideix que la seva dona i ell han de tenir aventures extraconjugals que després s'explicaran.

## Repartiment
- Paul Gégauff: Philippe
- Danièle Gegauff: Esther
- Clémence Gégauff: Élise
- Paula Moore: Sylvia Murdoch
- Michel Valette: Katkof
- Giancarlo Sisti: Habib
- Cécile Vassort: Annie